# 朱見淳
許悼王朱見淳（1450年4月6日—1453年1月3日），是明英宗朱祁鎮庶四子，母端靖安和惠妃王氏，明朝第一代亦為唯一一代許王。
朱見淳在景泰元年二月二十一出生。其父明英宗因土木堡之变，失去皇位。景泰三年五月初二（1452年5月20日），叔叔景泰帝封朱見淳为許王。同年十一月二十四（1453年1月3日），朱見淳過世，諡號悼，年二歲。朱見淳安葬于金山。大臣要以亲王礼安葬，叔叔景泰帝以其年幼降低规格。其墓地所在不详，今有四王府地名留存。